# James Peck
James Peck est un artiste et écrivain argentin né dans les îles Malouines en 1968.

## Biographie
Peck est né dans la capitale des îles Malouines, Port Stanley, et appartient à une famille de quatre générations vivant dans les îles. Sa famille est d'origine anglaise, écossaise et irlandaise. James est le plus jeune des trois frères. Son père, Terry Peck, était chef de la police dans les îles et ont combattu aux côtés des Britanniques dans la guerre des Malouines dans la bataille du mont Longdon.